# Pamela Spence

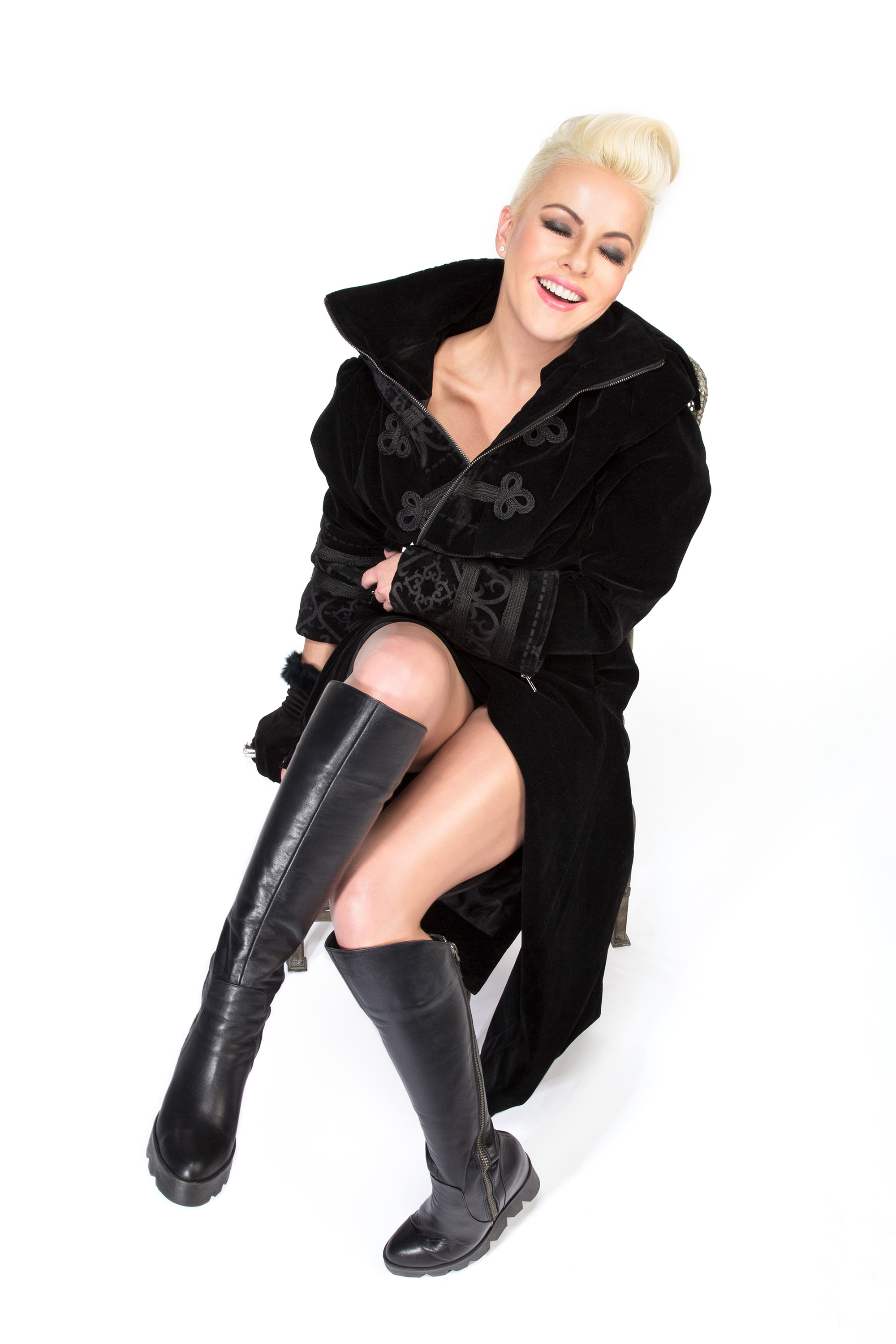
Pamela Spence (2012)

Pamela Spence (* 25. Februar 1973 in Heidelberg), kurz genannt Pamela, ist eine Künstlerin der türkischen Rockmusik.

## Leben
Geboren in Deutschland, aufgewachsen in den Vereinigten Staaten und Großbritannien, hat die Tochter eines Amerikaners und einer Türkin, mit 15 Türkisch gelernt und in verschiedenen türkischen TV-Serien Nebenrollen eingenommen. In ihrer Jugendzeit nahm sie an verschiedenen Musicals teil und besuchte die künstlerisch-musikalische Akademie der Hacettepe-Universität in Ankara.
Sie spricht Englisch und Türkisch.

## Karriere
Spences musisches Interesse führte sie zu verschiedenen englischsprachigen Projekten in den USA wie z. B. Monkey Business, Pam’s Band, Durul Gence and Friends, und Panik Atak.
1998 kehrte sie in die Türkei zurück und nahm die Rolle der Hauptdarstellerin des Istanbuler Musicals „Atları da Vururlar“ (Auch Pferde werden erschossen) ein, welche sie davon überzeugte, in der Türkei zu bleiben und sich dort musikalisch zu engagieren.
Im selben Jahr nahm sie an der türkischen Vorentscheidung zum Eurovision Song Contest 1998 mit dem Song Gökkuşağı teil.
Vor die breite Masse trat Pamela erst 2002 im Rahmen eines Kaugummi-Werbespots; zur gleichen Zeit war sie Begleitsängerin von türkischen Rockmusikern (z. B. Teoman) und ergatterte einen Plattenvertrag bei İmaj Müzik.
Ihr erstes Album veröffentlichte sie Mitte 2002, dessen erste Singleauskopplung Ayrılamayız Biz zum großen Hit avancierte. Daraufhin tourte sie durch die Türkei, wodurch ihre Popularität stieg. Anerkennung in der türkischen Musikszene erhielt sie auch durch ihr zweites Album Şehir Rehberi mit dem Hit İstanbul, der auch bei MTV ausgestrahlt wurde. 2005 erhielt sie den türkischen Musikpreis von Kral TV für İstanbul als bestes türkisches Lied der Alternativmusik bzw. Rockmusik.
2006 veröffentlichte sie ihr drittes Album Cehennet. Im Jahr 2016 konnte sie mit dem Song Seni Unutmaya Ömrüm Yeter Mi?, in Zusammenarbeit mit Ümit Besen, ein erfolgreiches Comeback feiern. Das Video dazu konnte auf YouTube bereits über 250 Millionen Aufrufe erzielen. Nach 8 Jahren veröffentlichte sie Anfang 2018 wieder ein Album (Yara). Mit den dazugehörigen Singleauskopplungen Kal Benim İçin und Ağla Halime konnte sie ebenso Erfolge feiern.
Weitere Kollaborationen hatte Pamela zudem mit Özcan Deniz, Fuat, Cem Adrian, Gripin, Tuna Kiremitçi, TNK sowie Ege Çubukçu.

## Diskografie

### Alben
- 2002: Eğer Dinlersen... (dt. Falls du zuhörst)
- 2004: Şehir Rehberi (dt. Stadtführer)
- 2006: Cehennet (dt. Himmel/Hölle)[1]
- 2010: Stil Zengini (dt. Stilreich)
- 2018: Yara (dt. Wunde)

### Singles
| - 1998: Gökkuşağı - 2001: Zamparanın Ölümü 2 (von Teoman – Hintergrundstimme) - 2002: Ayrılamayız Biz - 2002: Şuna Da Bak - 2004: İstanbul - 2004: Aşk Sevgiden Beter - 2006: Muhabbet Bağına Girdim Bu Gece / Ararım Sorarım - 2006: Artık Bi Şeyler Yapmak Lazım / İstanbul'dan Gitmek - 2006: Kısık Ateşte (15 Dakika Filminden) - 2006: Aşk Yoruyor - 2007: Veda Busesi - 2007: Artık Sevmeyeceğim - 2007: Sensiz Saadet Neymiş - 2007: Zor Geliyor (mit Gripin) - 2008: Sevenler Ağlarmış - 2008: Anladım (mit Cem Adrian) - 2008: Cinsellik Açık Bir Kapı (mit Artun Ertürk & Diplomatik Rock Opera) - 2008: Bir de Baktım (mit Ege Çubukçu) - 2009: Yarısı Gündüz Yarısı Gece (mit Atakan Ilgazdağ) - 2009: Her Şey Değişir (mit Özcan Deniz & Fuat) - 2010: Say What You Want - 2010: Benim Farkım | - 2010: Tesadüf - 2013: Aç - 2013: Keşfedilmemiş Günahlar (mit TNK) - 2015: Aslanlar Gibi - 2016: Seni Unutmaya Ömrüm Yeter Mi? (mit Ümit Besen) - 2016: Uçmak İstiyorsan (mit Tuna Kiremitçi) - 2016: Believe In Love (mit Metin Türkcan & Ray Rizzo) - 2017: Susma (mit Fatih Erdemci) - 2018: Kal Benim İçin - 2018: Ağla Halime - 2020: Dayanamıyorum - 2021: Benimle Kal - 2021: Herşeye Rağmen (mit Mehmet Güreli) - 2021: Başka Bir Gün (mit Batu Akdeniz) - 2022: Yedikule - 2023: Söz - 2023: Kalbinin Kırıkları - 2024: Kader Değil (mit Zeus Kabadayı) - 2024: Bu Devirde Aşk - 2024: Şeker Oğlan (Kadının Türküsü) - 2024: Hem (mit Murat Güneş) - 2024: Tek Kişilik Aşk |

Quelle:

## Auszeichnungen
- 2005: Kral Türkiye Müzik Award in der Kategorie Beste Rockmusikerin